# Flavio Maestri
Flavio Francisco Maestri Andrade (Lima, 21 gennaio 1973) è un ex calciatore peruviano, di ruolo attaccante.

## Palmarès

### Club
- Campionato peruviano: 5

Sporting Cristal: 1994, 1995, 1996
Alianza Lima: 2004, 2006
- Torneo Apertura: 3

Sporting Cristal: 1994, 2003
Alianza Lima: 2006
- Campionato cileno: 2

Universidad de Chile: 1999, 2000
- Copa Cile: 1

Universidad de Chile: 2000

### Individuale
Capocannoniere del Campionato di calcio peruviano: 1 
1994